# مهندسی قزاقستان
مهندسی قزاقستان (قزاقی: Қазақстандық инжиниринг) شرکت دولتی صنایع جنگ‌افزاری قزاقستانی است، که در سال ۲۰۰۳ توسط وزارت صنایع قزاقستان تأسیس شد و هم‌اکنون در زمینه ساخت کشتی‌های جنگی، خودروهای رزمی، تجهیزات الکترواپتیک، انواع مهمات و سلاح گرم فعالیت می‌کند. دفتر مرکزی این شرکت در شهر نورسلطان قرار دارد.